# 賽伯計量學
賽伯計量學（英語：Sabermetrics），又譯為棒球記錄統計分析、棒球統計學，運動科學之一，對於棒球活動進行客觀的分析，特別是針對於在棒球比賽時的棒球統計數據做出解釋與評估。這個學門最早源自於比爾·詹姆斯（Bill James）對棒球統計數據所做的一系列分析。

## 字源
Sabermetrics源自於美國棒球研究學會（Society for American Baseball Research）的縮寫 SABR，再加上計量學的字尾 metrics 所組成。

## 外部連結
- 美國棒球研究學會 (SABR) （页面存档备份，存于）